# Arrondissement de Vesoul
L'arrondissement de Vesoul est une division administrative française située dans le département de la Haute-Saône, en région Franche-Comté.
Son chef-lieu est Vesoul.

## Composition

### Découpage cantonal depuis 2015
- Canton de Dampierre-sur-Salon
- Canton de Gray
- Canton de Jussey [Note 1]
- Canton de Marnay
- Canton de Port-sur-Saône [Note 1]
- Canton de Rioz
- Canton de Scey-sur-Saône-et-Saint-Albin
- Canton de Vesoul-1
- Canton de Vesoul-2
- Canton de Villersexel

### Découpage communal depuis 2015
Depuis 2015, le nombre de communes des arrondissements varie chaque année soit du fait du redécoupage cantonal de 2014 qui a conduit à l'ajustement de périmètres de certains arrondissements, soit à la suite de la création de communes nouvelles. Le nombre de communes de l'arrondissement de Vesoul est ainsi de 351 en 2015, 349 en 2016, 347 en 2017, 346 en 2019 et 347 en 2023.
Au 1er janvier 2024, l'arrondissement groupe les 347 communes suivantes :
1. Aboncourt-Gesincourt
2. Achey
3. Aisey-et-Richecourt
4. Amance
5. Amoncourt
6. Anchenoncourt-et-Chazel
7. Ancier
8. Andelarre
9. Andelarrot
10. Angirey
11. Apremont
12. Arbecey
13. Arc-lès-Gray
14. Argillières
15. Aroz
16. Arsans
17. Attricourt
18. Augicourt
19. Aulx-lès-Cromary
20. Autet
21. Authoison
22. Autoreille
23. Autrey-lès-Cerre
24. Autrey-lès-Gray
25. Auvet-et-la-Chapelotte
26. Auxon
27. Avrigney-Virey
28. Baignes
29. Bard-lès-Pesmes
30. Barges
31. La Barre
32. Les Bâties
33. Battrans
34. Baulay
35. Bay
36. Beaujeu-Saint-Vallier-Pierrejux-et-Quitteur
37. Beaumotte-Aubertans
38. Beaumotte-lès-Pin
39. Besnans
40. Betaucourt
41. Betoncourt-sur-Mance
42. Blondefontaine
43. Bonboillon
44. Bonnevent-Velloreille
45. Borey
46. Bougey
47. Bougnon
48. Bouhans-et-Feurg
49. Bouhans-lès-Montbozon
50. Boulot
51. Boult
52. Bourbévelle
53. Bourguignon-lès-Conflans
54. Bourguignon-lès-la-Charité
55. Bourguignon-lès-Morey
56. Boursières
57. Bousseraucourt
58. Bresilley
59. Breurey-lès-Faverney
60. Brotte-lès-Ray
61. Broye-Aubigney-Montseugny
62. Broye-les-Loups-et-Verfontaine
63. Brussey
64. Bucey-lès-Gy
65. Bucey-lès-Traves
66. Buffignécourt
67. Bussières
68. Buthiers
69. Calmoutier
70. Cemboing
71. Cenans
72. Cendrecourt
73. Cerre-lès-Noroy
74. Chambornay-lès-Bellevaux
75. Chambornay-lès-Pin
76. Champlitte
77. Champtonnay
78. Champvans
79. Chancey
80. Chantes
81. La Chapelle-Saint-Quillain
82. Charcenne
83. Chargey-lès-Gray
84. Chargey-lès-Port
85. Chariez
86. Charmes-Saint-Valbert
87. Charmoille
88. Chassey-lès-Montbozon
89. Chassey-lès-Scey
90. Chaumercenne
91. Chauvirey-le-Châtel
92. Chauvirey-le-Vieil
93. Chaux-la-Lotière
94. Chaux-lès-Port
95. Chemilly
96. Chenevrey-et-Morogne
97. Chevigney
98. Choye
99. Cintrey
100. Cirey
101. Citey
102. Clans
103. Cognières
104. Colombe-lès-Vesoul
105. Colombier
106. Colombotte
107. Combeaufontaine
108. Comberjon
109. Conflandey
110. Confracourt
111. Contréglise
112. Cordonnet
113. Cornot
114. Corre
115. Coulevon
116. Courcuire
117. Courtesoult-et-Gatey
118. Cresancey
119. Cromary
120. Cubry-lès-Faverney
121. Cugney
122. Cult
123. Dampierre-sur-Linotte
124. Dampierre-sur-Salon
125. Dampvalley-lès-Colombe
126. Delain
127. La Demie
128. Denèvre
129. Échenoz-la-Méline
130. Échenoz-le-Sec
131. Écuelle
132. Équevilley
133. Esmoulins
134. Essertenne-et-Cecey
135. Étrelles-et-la-Montbleuse
136. Étuz
137. Fahy-lès-Autrey
138. Faverney
139. Fédry
140. Ferrières-lès-Ray
141. Ferrières-lès-Scey
142. Filain
143. Flagy
144. Fleurey-lès-Faverney
145. Fleurey-lès-Lavoncourt
146. Fondremand
147. Fontenois-lès-Montbozon
148. Fouchécourt
149. Fouvent-Saint-Andoche
150. Framont
151. Francourt
152. Frasne-le-Château
153. Fresne-Saint-Mamès
154. Fretigney-et-Velloreille
155. Frotey-lès-Vesoul
156. Germigney
157. Gevigney-et-Mercey
158. Gézier-et-Fontenelay
159. Gourgeon
160. Grandecourt
161. La Grande-Résie
162. Grandvelle-et-le-Perrenot
163. Grattery
164. Gray
165. Gray-la-Ville
166. Gy
167. Hugier
168. Hyet
169. Igny
170. Jonvelle
171. Jussey
172. Lambrey
173. Larians-et-Munans
174. Larret
175. Lavigney
176. Lavoncourt
177. Lieffrans
178. Lieucourt
179. Liévans
180. Lœuilley
181. Loulans-Verchamp
182. Le Magnoray
183. Magny-lès-Jussey
184. Mailley-et-Chazelot
185. Maizières
186. La Malachère
187. Malans
188. Malvillers
189. Mantoche
190. Marnay
191. Maussans
192. Melin
193. Membrey
194. Menoux
195. Mercey-sur-Saône
196. Mersuay
197. Molay
198. Montagney
199. Montarlot-lès-Rioz
200. Montboillon
201. Montbozon
202. Montcey
203. Montcourt
204. Montigny-lès-Cherlieu
205. Montigny-lès-Vesoul
206. Montjustin-et-Velotte
207. Mont-le-Vernois
208. Montot
209. Mont-Saint-Léger
210. Montureux-et-Prantigny
211. Montureux-lès-Baulay
212. Motey-Besuche
213. Nantilly
214. Navenne
215. Neurey-en-Vaux
216. Neurey-lès-la-Demie
217. Neuvelle-lès-Cromary
218. Neuvelle-lès-la-Charité
219. La Neuvelle-lès-Scey
220. Noidans-le-Ferroux
221. Noidans-lès-Vesoul
222. Noiron
223. Noroy-le-Bourg
224. Oigney
225. Oiselay-et-Grachaux
226. Onay
227. Ormenans
228. Ormoy
229. Ouge
230. Ovanches
231. Oyrières
232. Pennesières
233. Percey-le-Grand
234. Perrouse
235. Pesmes
236. Pierrecourt
237. Pin
238. Polaincourt-et-Clairefontaine
239. Pontcey
240. Port-sur-Saône
241. Poyans
242. Preigney
243. Provenchère
244. Purgerot
245. Pusey
246. Pusy-et-Épenoux
247. La Quarte
248. Quenoche
249. Quincey
250. Raincourt
251. Ranzevelle
252. Ray-sur-Saône
253. Raze
254. Recologne
255. Recologne-lès-Rioz
256. Renaucourt
257. La Résie-Saint-Martin
258. Rigny
259. Rioz
260. Roche-et-Raucourt
261. La Rochelle
262. La Roche-Morey
263. Roche-sur-Linotte-et-Sorans-les-Cordiers
264. La Romaine
265. Rosey
266. Rosières-sur-Mance
267. Ruhans
268. Rupt-sur-Saône
269. Saint-Broing
270. Saint-Gand
271. Saint-Loup-Nantouard
272. Saint-Marcel
273. Sainte-Reine
274. Saint-Rémy-en-Comté
275. Saponcourt
276. Sauvigney-lès-Gray
277. Sauvigney-lès-Pesmes
278. Savoyeux
279. Scey-sur-Saône-et-Saint-Albin
280. Scye
281. Semmadon
282. Senoncourt
283. Seveux-Motey
284. Soing-Cubry-Charentenay
285. Sorans-lès-Breurey
286. Sornay
287. Tartécourt
288. Theuley
289. Thieffrans
290. Thiénans
291. Tincey-et-Pontrebeau
292. Traitiéfontaine
293. Traves
294. Le Tremblois
295. Trésilley
296. Tromarey
297. Vadans
298. Vaite
299. Vaivre-et-Montoille
300. Valay
301. Vallerois-le-Bois
302. Vallerois-Lorioz
303. Le Val-Saint-Éloi
304. Vandelans
305. Vanne
306. Vantoux-et-Longevelle
307. Varogne
308. Vars
309. Vauchoux
310. Vauconcourt-Nervezain
311. Vaux-le-Moncelot
312. Velesmes-Échevanne
313. Velet
314. Velleclaire
315. Vellefaux
316. Vellefrey-et-Vellefrange
317. Vellefrie
318. Velleguindry-et-Levrecey
319. Velle-le-Châtel
320. Vellemoz
321. Vellexon-Queutrey-et-Vaudey
322. Velloreille-lès-Choye
323. Venère
324. Venisey
325. Vereux
326. Vernois-sur-Mance
327. La Vernotte
328. Vesoul
329. Villars-le-Pautel
330. Villefrancon
331. La Villeneuve-Bellenoye-et-la-Maize
332. Villeparois
333. Villers-Bouton
334. Villers-Chemin-et-Mont-lès-Étrelles
335. Villers-le-Sec
336. Villers-Pater
337. Villers-sur-Port
338. Villers-Vaudey
339. Vilory
340. Vitrey-sur-Mance
341. Volon
342. Voray-sur-l'Ognon
343. Vougécourt
344. Vregille
345. Vy-le-Ferroux
346. Vy-lès-Filain
347. Vy-lès-Rupt

## Administration
L'arrondissement est administré par le secrétaire général de la préfecture.
| Période | Période  | Identité                | Fonction précédente | Observation |
| ------- | -------- | ----------------------- | ------------------- | ----------- |
|         |          |                         |                     |             |
| 2003    | 2005     | Laurent Nuñez           |                     |             |
|         |          |                         |                     |             |
| 2014    | 2016     | Luc Chouchkaieff        |                     |             |
| 2016    | En cours | Sandrine Anstett-Rogron |                     |             |

## Démographie
En 2022, l'arrondissement comptait 127 665 habitants.
| 1968    | 1975    | 1982    | 1990    | 1999    | 2006    | 2011    | 2016    | 2021    |
| ------- | ------- | ------- | ------- | ------- | ------- | ------- | ------- | ------- |
| 114 752 | 118 223 | 122 297 | 122 188 | 123 271 | 127 567 | 129 938 | 127 982 | 127 637 |

| 2022    | - | - | - | - | - | - | - | - |
| ------- | - | - | - | - | - | - | - | - |
| 127 665 | - | - | - | - | - | - | - | - |